# Musée des relations rompues

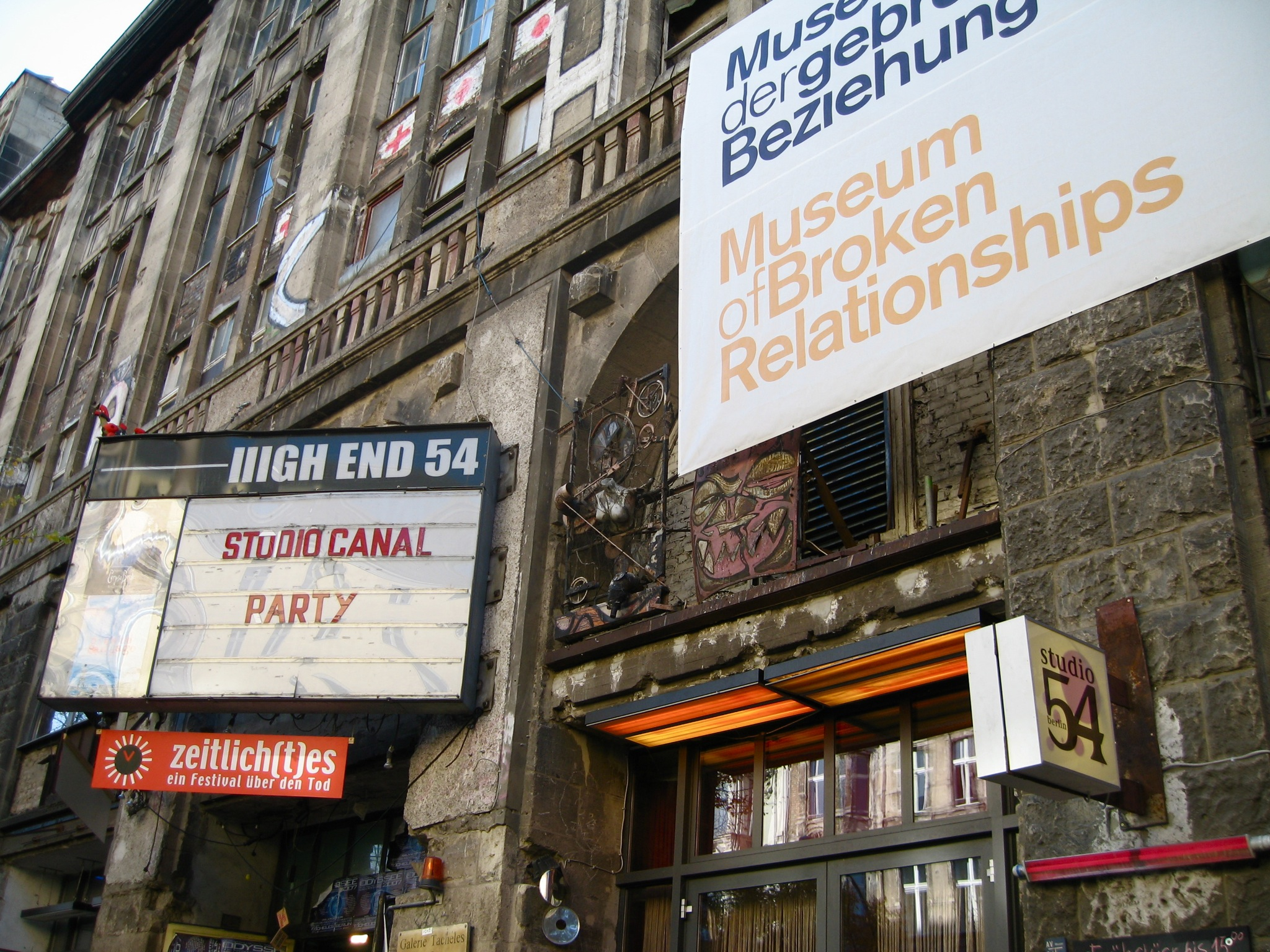
En 2007, l'exposition s'installait à Berlin, en Allemagne.

Le musée des relations rompues, ou musée des relations brisées (croate: muzej prekinutih veza), est un musée situé dans la ville de Zagreb, en Croatie, au numéro 2 de la rue Ćirila i Metoda. Le musée, consacré aux relations amoureuses brisées, expose différents effets personnels, laissés par l'un des deux conjoints partis, accompagnés d'une notice descriptive. À l'origine, il s'agit d'une exposition artistique qui voyageait de musée en musée, qui s'est ensuite définitivement installée à Zagreb. En 2011, le musée reçoit le prix Kenneth-Hudson du musée européen le plus innovant.